# Mali gnjurac
Mali gnjurac (lat. Tachybaptus ruficollis) - ptica iz porodice gnjuraca.
Ima zdepasti izgled s kratkim vratom. Tijekom parenja promijeni izgled te ima kestenjast vrat i tamniji kljun, a inače je uglavnom svjetlo smeđe boje. Oba spola izgledaju podjednako. Mlade ptice gotovo su sve crne boje s uzdužnim prugama.
Mali gnjurac živi u kopnenim vodama, na ribnjacima i u jezerima. Gnijezdi se u razdoblju od travnja do srpnja, dva puta godišnje. Gnijezdo je hrpa plutajućih vodenih biljaka. Ženka nese 5-6 bijelih jaja. 
Hrane se uglavnom kukcima, mekušcima i ribama.
Mali gnjurac jednim dijelom je ptica selica, a često i hibernira u južnoj Europi na ne zamrznutim vodenim površinama.

## Podvrste[1]
1. Tachybaptus ruficollis albescens (Blanford, 1877)
2. Tachybaptus ruficollis capensis (Salvadori, 1884)
3. Tachybaptus ruficollis cotabato (Rand, 1948) otok Mindanao, Filipini
4. Tachybaptus ruficollis iraquensis (Ticehurst, 1923) Irak i JZ Iran
5. Tachybaptus ruficollis philippensis (Bonnaterre, 1791) sjeverni filipinski otoci
6. Tachybaptus ruficollis poggei (Reichenow, 1902) JI Azija, Hainan, Tajvan, Japan, Kurili
7. Tachybaptus ruficollis ruficollis (Pallas, 1764), Europa na istok do Urala i SZ Afrika